# Valters Kreišs
Valters Kreišs (* 19. September 2003 in Riga) ist ein lettischer Leichtathlet, der sich auf den Stabhochsprung spezialisiert hat.

## Sportliche Laufbahn
Erste internationale Erfahrungen sammelte Valters Kreišs im Jahr 2023, als er bei der 2. Liga der Team-Europameisterschaft im Zuge der Europaspiele in Chorzów mit übersprungenen 5,20 m den vierten Platz belegte. Anschließend gelangte er bei den U23-Europameisterschaften in Espoo mit 5,60 m auf den vierten Platz. Im Jahr darauf verpasste er bei den Europameisterschaften in Rom mit 5,45 m den Finaleinzug. Im August erreichte er bei den Olympischen Sommerspielen in Paris überraschend den Einzug ins Finale und belegte dort mit 5,50 m den zwölften Platz. 2025 verbesserte er in Roubaix den lettischen Landesrekord auf 5,82 m und löste damit Aleksandrs Obižajevs als Rekordhalter ab. Anschließend belegte er bei den Halleneuropameisterschaften in Apeldoorn mit 5,70 m den sechsten Platz und gelangte bei den Hallenweltmeisterschaften in Nanjing mit 5,50 min auf Rang acht. Im Juli gewann er bei den U23-Europameisterschaften in Bergen mit 5,60 m die Bronzemedaille hinter dem Italiener Simone Bertelli und Tristan Despres aus Frankreich. Kurz darauf gewann er bei den World University Games in Bochum mit 5,65 m die Silbermedaille hinter dem Norweger Simen Guttormsen.
In den Jahren 2023 und 2024 wurde Kreišs lettischer Meister im Stabhochsprung im Freien sowie 2024 und 2025 in der Halle.